# Ignác Wiese
Ignác Wiese, uváděn též jako Hynek Wiese nebo Ignaz Wiese (1816 v okolí Kuřívod – 5. února 1878 Český Dub), byl český lékař a politik, v 60. letech 19. století poslanec Českého zemského sněmu.

## Biografie
Pocházel z jazykově německé rodiny. V roce 1851 získal na Karlo-Ferdinandově univerzitě v Praze titul doktora lékařství. Během vysokoškolských studií, která se odehrávala v revolučním roce 1848, se přiklonil k českému národnímu hnutí a vystupoval ve prospěch českého státního práva. 2. února 1855 přesídlil do Českého Dubu, kde nastoupil jako podnikový lékař v továrně F. Schmitta. Později byl městským lékařem.
Po obnovení ústavního života v Rakouském císařství počátkem 60. let 19. století se zapojil i do zemské a celostátní politiky. V zemských volbách v Čechách v roce 1861 byl zvolen v kurii venkovských obcí (obvod Turnov – Český Dub) do Českého zemského sněmu jako oficiální kandidát českého volebního výboru. Byl členem Národní strany – staročeské. Poslanecký mandát složil roku 1865. V jiném pramenu uváděno, že poslancem byl do roku 1863.
Angažoval se ve spolku českých lékařů. V roce 1869 vznikla z jeho iniciativy v Českém Dubu Česká beseda.
Zemřel po delší nemoci v zcela chudých poměrech jako svobodný mládenec. Pohřben byl v Českém Dubu. Náhrobek nechala zhotovit na jeho počest místní Česká beseda.